# Tyrinthia aurantia
Tyrinthia aurantia là một loài bọ cánh cứng trong họ Cerambycidae.